# Motolský pivovar
Motolský pivovar je bývalý pivovar v Praze-Motole, který stojí jižně od motolského zámku na Motolském potoce u Pivovarského rybníka. Byl navržen na kulturní památku České republiky.

## Historie
Pivovar vznikl přestavbou hospody, zmiňované již počátkem 17. století. V roce 1738 jej spolu s motolským statkem získal velkopřevor řádu maltézských rytířů František Rauffer z Roviny. V tereziánském katastru je zaznamenáno, že v letech 1749 a 1756 se zde vařilo 60 sudů piva ročně. Ve 2. polovině 19. století byl stavebně upraven pro parostrojní provoz.
Po roce 1900 jej provozovala rodina Richtrů, která zde vařila třináctistupňový černý Richtrův ležák. Richtrovi zdvojnásobili roční produkci z 5000 hektolitrů na 10000 hl piva. V roce 1922 koupila motolský statek (pivovar, vinopalnu, hostinec a mlýn) Obec pražská, která v něm o rok později zastavila výrobu. Areál byl poté využíván jako sklad lounského piva, v provozu zůstala pouze restaurace.
V roce 1981 bylo zbořeno severní barokní křídlo s varnou, kotelnou a polygonálním komínem. Po rekonstrukci budov v roce 2006 je zde hotel. Dochovala se struktura parostrojního provozu a na západní straně hvozdu znak maltézských rytířů.